# 沖本姉妹
沖本姉妹（おきもとしまい、姉・沖本富美代、妹・美智代、1970年10月31日 - ）は、1980年代後半〜90年代にかけて女優・歌手として活動した一卵性双生児の姉妹。北海道札幌市出身。かつての所属事務所はホリプロ。沖本富美代・美智代の名前で表記されることもあった。

## 人物・来歴
姉妹ともに北星学園女子中学・高等学校に在籍し、新体操の選手として全国中学校体育大会、国体、高校総体などに出場した。姉は全国中学校体育大会で種目別の優勝歴がある。
高校2年の時にホリプロにスカウトされ、堀越高等学校に編入。1988年以降、榊原郁恵の後任として、舞台『ピーター・パン』のタイトルロールをダブルキャストで演じた。1992年には、アイドルグループ「Dio」を結成し、アニメ『ミラクル☆ガールズ』のエンディングテーマ「ふたりじゃなきゃだめなの」でデビュー。同作品には声優としても出演。
1995年に妹の美智代が公演中に腰を強打し、体力の限界を感じて引退。富美代はその後も活動を続けたが1997年にピーター・パンを降板、芸能界を引退した。
美智代は27歳のとき、3歳年下で不動産建設業の男性と結婚。2人の娘をもうけた後、千葉県で新体操クラブ「ANGEL R.G. CLUB  」を設立。一時期、姉の富美代と2人で運営していたが、富美代は2014年にネイリストに転身した。

## 出演

### 舞台
- ピーター・パン　（富美代1988〜97年、美智代1988〜94年、新宿コマ劇場・青山劇場他） - ピーター・パン

### テレビドラマ
- 裸の大将放浪記 第73話「清とサクランボ娘」（1995年5月7日、関西テレビ） - 桃子・桜子

### テレビ番組
- 燃えろ春休み　スポーツヒーローにチャレンジ（1994年3月、NHK-BS2）- 美智代のみ
- クイズ!年の差なんて（1994年4月 - 1994年9月、フジテレビ） - 不定期レギュラー

### テレビアニメ
- ミラクル☆ガールズ　（1993年、日本テレビ） - エマイユ・ミルグレイン・ディアマス、初期の数回のみ

## ディスコグラフィ

### CD（「Dio」名義）
- FASCINATION（1992年4月1日、ポニーキャニオン）　FASCINATION（シルク・ドゥ・ソレイユ日本公演）イメージソング
- ふたりじゃなきゃダメなの（1993年2月3日、同）　「ミラクル☆ガールズ」エンディングテーマ
- 真珠の約束（1993年4月7日、同）　世界祝祭博覧会、通称まつり博みえ'94のテーマ曲